# Durdane
Durdane is een boek in het sciencefictiongenre van Jack Vance en verschenen in Nederland in 1976 (M=SF nr. 100). Het bevat drie verhalen die in het Engels verschenen onder de titels The Anome (1971), The brave free men (1972) en The Asutra (1973). Durdane is vertaald door Pon Ruiter.

## Inleiding
Durdane is een grote planeet, met aan het oppervlak oceanen en continenten, die zevenduizend jaar geleden diende als toevluchtsoord voor groepen mensen die het elders niet konden vinden. Shant is een van de grotere gebiedsdelen, behorend bij het immense continent Caraz. Durdane is verder gekenmerkt door een grote metaalschaarste, wat zijn weerslag heeft op de technologische en culturele ontwikkeling.
Shant is verdeeld in Kantons en was lang geleden het toneel van langdurige rellen en oorlogen, waar uiteindelijk een einde aan kwam door de invoering van de halsring, een van een unieke kleurencode voorziene explosieve ring die iedere inwoner bij het begin van de puberteit om de nek kreeg. Bij overtreding van plaatselijke geboden of wetten werd, en wordt, de ring door de "Man zonder gezicht", de anonieme heerser, of een van zijn helpers, tot ontploffing gebracht waardoor de overtreder in kwestie zijn of haar hoofd kwijtraakt.
Op Shant wordt het langeafstandstransport gerealiseerd door een systeem van gondels aan ballonnen die langs een heel Shant omvattend kabelsysteem worden geleid en door de wind worden voortgedreven.

## De Anome
Dit hoofdstuk noemt gebeurtenissen rond de jongen Mur, die opgroeit bij de sekte der Chilieten. Het overlevingsprincipe van de Chilieten is als volgt: de mannen houden zich strikt afgezonderd van de vrouwen en zijn continu onder invloed van Galga. Het is afkomstig van de eigen kwekerij en is volgens sommigen een erotiserend narcoticum. Voortplanting wordt overgelaten aan de vrouwen die gebruikmaken van passerende reizigers, waardoor inteelt wordt voorkomen. Mur is ontstaan uit een kortstondige samenkomst tussen zijn moeder Eatre en een passerend musicus, Dystar. Tijdens zijn jeugd hoort Mur de ouderen praten over de Roguskhoi, een agressief ras van half-intelligente mensachtigen die slechts lijken te leven voor alcohol en voortplanting. Mensenvrouwen worden gebruikt om aan laatstgenoemde behoefte te voldoen. Mur is een jongen met gezond verstand. Hij neemt de naam Gastel Etzwane aan en weet met hulp van zijn moeder aan de Chilieten te ontsnappen voordat zijn opleiding tot "zuivere knaap" aanvangt. Hij komt uiteindelijk onder contract bij een ballonmaatschappij en krijgt werk op een ballon-wissel station, waar hij kennismaakt met de niet onvriendelijke Finnerack. Bij de eerste de beste wissel die hij moet uitvoeren ontkoppelt Entzwane de ballon en laat zich door de wind wegvoeren. Hij sluit zich aan bij een groep reizende musici onder meester Frolitz en krijgt een halsring met een bij dat ambacht behorende code. Jaren gaan voorbij. Berichten over strooptochten van de Roguskhoi worden steeds frequenter en verontrustender. Ondertussen ontwikkeld Etzwane zich tot een kundig musicus. Bij zijn omzwervingen maakt hij kennis met Ifness, een eenzelvige zonderlinge heer. Hij blijkt cultuuronderzoeker van de Aarde. Ifness blijkt geïnteresseerd in de Roguskhoi, onder andere vanwege hun wapens van staal, wat op Durdane een bijzonder schaars goed is. Tijdens de vele verwikkelingen ontdekt Ifness hoe de halsbanden veilig geopend kunnen worden en van springstof ontdaan. Met hulp van Ifness weet Etzwane achter de identiteit van de "Man Zonder Gezicht", ofwel de Anome, te komen. Vanwege zijn ongeoorloofd ingrijpen in de lokale aangelegenheden wordt Ifness echter teruggeroepen naar de Aarde. Etzwane staat er alleen voor.

## De Roguskhoi
Etzwane neemt zijn intrek in het verblijf van de Anome en neemt in feite de macht in Shant over. Met moeite weet hij het land tegen de Roguskhoite te mobiliseren. Onervaren als hij is op het gebied van intrige zoekt hij een betrouwbare bondgenoot. Hij gaat op zoek naar zijn oude vriend Finnerack, die hij ternauwernood uit een werkkamp weet te redden. Finneracks karakter blijkt geheel veranderd, hij gedraagt zich onredelijk rebels en eigengereid. Niettemin voldoet hij als leider van het in allerijl geformeerde leger. De Roguskhoi worden teruggedreven tot in het buurland Palasedra, wat politieke verwikkelingen met zich mee brengt. De Palasedranen nemen het echter op zich om de resterende Roguskhoi uit te schakelen. Bij de laatste slag verschijnt er plotseling een koperkleurig ruimteschip dat vervolgens de resterende Roguskhoi opneemt en verdwijnt. Tijdens deze evacuatie wordt Finnerack gek. Hij verliest het leven. Bij hem wordt bij sectie een parasitair organisme in de borstholte ontdekt, die waarschijnlijk debet was aan zijn gedragsverandering: een Asutra.

## De Asutra
Etzwane loopt opnieuw Ifness tegen het lijf, die naar Durdane blijkt teruggekeerd te zijn. Er gaan verhalen over ruimteschepen die mogelijkerwijze gesignaleerd zijn in het uitgestrekte Caraz. Etzwane weet Ifness over te halen om een tweemansexpeditie te starten. Er volgt een duizenden kilometers lange tocht, waarbij Vance weer fraaie landschappen en van "stille humor" voorziene gebeurtenissen weet te schetsen. De expeditie stuit op een neergestort ruimteschip, waarbij de enige overlevende, van een onbekende intelligente soort, ook onder controle van een Asutra blijkt te staan. Door een verrassende loop der gebeurtenissen wordt het duidelijk waar de slavenhalers van Caraz hun buit naartoe brengen. Via een gedurfd plan weet Etzwane met een aantal medestanders de zaak tot een goed einde te brengen.